# Křelovice, Pelhřimov
Křelovice là một làng thuộc huyện Pelhřimov, vùng Vysočina, Cộng hòa Séc.